# George Downing
Sir George Downing, 1° Baronetto (Dublino, 1623 – Cambridgeshire, 1684), è stato un militare e diplomatico inglese di origine irlandese.
Figlio di Emmanuel Downing, avvocato, e Lucy Winthorp, sorella del Governatore del Massachusetts John Winthorp. Downing Street prende il nome da lui, mentre il Downing College di Cambridge è intitolato in onore di suo nipote Sir George Downing, 3º Baronetto. Il titolo si estinse nel 1764 con la morte di Sir Jacob Downing, 4° Baronetto.